# Південна Карелія
Південна Карелія (фін. Etelä-Karjala) — провінція на південному-сході Фінляндії, входила до складу губернії (ляні) Південна Фінляндія. Населення — 133 774 осіб, площа — 7 235.58 км², одна з найменших, 16-е місце з-поміж 19 провінцій та автономії. Адміністративний центр — муніципалітет Лаппеенранта. Шведська назва "Södra Karelen". Є західною частиною історичної країни Карелія. Тривалий час (з перервами в кілька років від 1744 по 1944) входила до складу Виборзької губернії. Внутрішні водойми займають 1 622.59 км² (22.4%), значна частка припадає на найбільше у Фінляндії та 7-е в Європі озеро Саїмаа. Межує на заході з областю Кюменлааксо, на півночі з Південною Савонією, на  північному сході з Північною Карелією, на сході - з  Росією (Ленінградська область та Карелія).

## Адміністративний поділ
Південна Карелія складається з 10 муніципалітетів, з них 2 міських та 8 загальних муніципалітетів, об'єднанні в 2 субрегіони. На північному-сході Субрегіон Іматра та Субрегіон Лаппеенранта на південному-заході.
| Герб                    | Муніципалітет | Назва фінською | Тип муніципалітету |
| ----------------------- | ------------- | -------------- | ------------------ |
| Субрегіон Іматра:       |               |                |                    |
|                         | Іматра        | Imatra         | міський            |
|                         | Паріккала     | Parikkala      | загальний          |
|                         | Раут'ярві     | Rautjärvi      | загальний          |
|                         | Руоколахті    | Ruokolahti     | загальний          |
| Субрегіон Лаппеенранта: |               |                |                    |
|                         | Лаппеенранта  | Lappeenranta   | міський            |
|                         | Лемі          | Lemi           | загальний          |
|                         | Луумякі       | Luumäki        | загальний          |
|                         | Савітайпале   | Savitaipale    | загальний          |
|                         | Суоменніємі   | Suomenniemi    | загальний          |
|                         | Тайпалсаар    | Taipalsaari    | загальний          |

## Межі
Східна та південна межа є державним кордоном із Російською Федерацією: Республікою Карелія та Ленінградською областю. На заході межує з провінцією Кюменлааксо на півночі межує із Південною Савонією та з Північною Карелією.